# 杭埠镇
杭埠镇是中华人民共和国安徽省六安市舒城县下辖的一个乡镇级行政单位。
全镇面积80平方千米，人口5.5万人，可耕地面积5.1万亩，水面6000亩。

## 区位交通
杭埠镇位于皖中腹地，合肥市近邻，长三角经济圈，是六安的东方明珠、皖江城市带承接产业转移的先行区、合肥经济圈加工配套物流集中区和舒城县工业发展的牵动区域。
杭埠镇交通便捷，合九铁路、京台高速、六舒三路穿境而过，离合肥中心市区仅20分钟车程；拥有年吞吐量10万吨的水运码头2座，可由此进巢湖、入长江，是六安市唯一经水路直通长江的乡镇。四通八达的交通，对杭埠镇经济发展极为有利。

## 经济发展
杭埠(省级)经济开发区是舒城县招商引资的主要载体。近年来，杭埠依托自身比较优势，优化投资环境，健全基础设施配套，大力开展招商引资，扎实打造工业强镇。通过几年的发展，杭埠经济开发区入驻企业已达68家，其中规模以上工业企业14家，超亿元产值企业9家，行业龙头企业7家，“十强十佳”企业2家。以粮食产业园为龙头的大别山绿色产品深加工，以正果电气为龙头的机械配套加工，以钢铁物流园为龙头的仓储物流三大产业基地正式形成。

## 行政区划
杭埠镇下辖以下地区：
街道社区、姜湾村、徐圩村、杭南村、禾丰村、薛泊村、龙安村、潘湾村、六丛村、舒拐村、胡同村、孙圩村、五联村、大兴村、太平村、五星村、保靖村、后河村、何圩村、河南村、汪圩村、六圩村、梅林村、官圩村、朱流圩村、三蕊村和培育村。